# Apareiodon itapicuruensis
Apareiodon itapicuruensis är en fiskart som beskrevs av Eigenmann och Henn, 1916. Apareiodon itapicuruensis ingår i släktet Apareiodon och familjen Parodontidae. Inga underarter finns listade i Catalogue of Life.